# Lodovico Ardinghelli
Lodovico Ardinghelli (Firenze, ... – 2 o 9 febbraio 1569) è stato un vescovo cattolico italiano.

## Biografia
Nato a Firenze nella nobile famiglia Ardinghelli da Pietro e Alessandra Segni, era fratello di Niccolò, poi cardinale, e come lui entrò nella carriera ecclesiastica.
Il 16 marzo 1547 venne nominato vescovo di Fossombrone da papa Paolo III come successore del fratello. Mantenne l'incarico fino alla morte, avvenuta nel 1569, e venne sepolto nella cattedrale di Sant'Aldebrando.